# WISEP J190648.47+401106.8
WISEP J190648.47+401106.8（簡稱為W1906+40）是一顆L型矮星。在2015年，它被證實在表面上有類似木星大紅斑大小的風暴。 這個風暴大約每9小時繞行恆星一周，並且至少在2013年就已經觀測到這個風暴的存在。
這顆恆星距離地球53光年，它的本質亮度只有太陽的0.0002（10−3.67±0.03L⊙），半徑是木星的0.9，表面溫度為2,038℃。這顆恆星有明顯的閃焰（耀斑）發射。
距離地球 53.3 (+1.17, -1.11)光年。